# 政書
政書，又稱會要體，是中國及其他漢字文化圈地區記錄典章制度的書籍，政書之名源於明代錢溥的《秘圖書目》。
政書可分成兩大類，一為記述歷代典章制度的“通史式政書”，以“十通”、《歷代兵制》、《營造法式》為代表；另一種是記述單一朝代典章制度的“斷代式政書”，稱為會要，唐贞元年间苏冕撰《会要》四十卷，是成书最早的一部会要。大中年间，杨绍复等又撰《续会要》四十卷。此二书久佚。今存的會要如：《唐會要》、《五代會要》、《西漢會要》、《東漢會要》、《宋會要輯稿》、《春秋會要》、《秦會要》等。司馬遷《史記》的“八書”首次記述典章制度，班固《漢書》將“八書”改寫為“十志”，後世史書多以“志”來記述各朝典章制度。会典和会要同为断代体政书，但亦有所別，私修多為会要，官修多為会典。

## 斷代會要體列表

### 中國
- 《春秋會要》，清代姚彦渠撰
- 《戰國會要》，近人杨宽、吴浩坤主编
- 《秦會要》，清代孙楷撰；民國徐復訂補，稱《秦會要訂補》；近人楊善群補訂，復原書名
- 《西漢會要》，宋代徐天麟撰
- 《東漢會要》，宋代徐天麟撰
- 《三國會要》，清代钱仪吉撰；另楊晨撰有同名書
- 《晉會要》，民國林瑞翰、逯耀東撰
- 《南朝宋會要》，清代朱銘盤撰
- 《南朝齊會要》，清代朱銘盤撰
- 《南朝梁會要》，清代朱銘盤撰
- 《南朝陳會要》，清代朱銘盤撰
- 《唐會要》，宋代王溥撰
- 《五代會要》，宋代王溥撰
- 《宋會要輯稿》，宋代宋緩等敕修、清代徐松輯
- 《辽会要》，近人陳述、朱子方主編
- 《明会要》，清代龙文彬撰
- 《清會要》，近人商鴻逵、王鍾翰主編，未成書[2]

### 朝鮮半島
- 經國大典

## 通代會要體列表

### 中國
| 十通 | 十通           | 十通               | 十通 |
| ---- | -------------- | ------------------ | ---- |
| 序号 | 书名           | 作者               | 卷數 |
| 1    | 通典           | ［唐］杜佑         | 200  |
| 2    | 通志           | ［宋］郑樵         | 200  |
| 3    | 文献通考       | ［元］马端临       | 348  |
| 4    | 续通典         | ［清］嵇璜、刘墉等 | 150  |
| 5    | 续通志         | ［清］嵇璜、刘墉等 | 640  |
| 6    | 续文献通考     | ［清］张廷玉       | 250  |
| 7    | 清朝通典       | ［清］嵇璜、刘墉等 | 100  |
| 8    | 清朝通志       | ［清］嵇璜、刘墉等 | 126  |
| 9    | 清朝文献通考   | ［清］张廷玉       | 300  |
| 10   | 清朝续文献通考 | ［清］刘锦藻       | 400  |